# Het doodshemdje
Het doodshemdje is een sprookje dat werd verzameld door de gebroeders Grimm voor Kinder- und Hausmärchen en kreeg het volgnummer KHM109. De oorspronkelijke naam is Das Totenhemdchen.

## Het verhaal
Een moeder huilt erg als haar zevenjarige zoontje door Onze Lieve Heer tot zich genomen wordt. Na de begrafenis vertoont het jongetje zich 's nachts op plaatsen waar hij gespeeld heeft. Het jongetje vraagt zijn moeder in zijn witte doodshemdje om op te houden met huilen, anders kan hij niet inslapen in zijn kist. Het doodshemdje blijft nat van de tranen. De moeder schrikt en huilt niet meer en de volgende dag komt het jongetje terug met een kaarsje in de hand. Hij laat zien dat het hemdje bijna droog is en vertelt dat hij rust heeft in zijn graf. De moeder legt haar verdriet in de handen van God en draagt het geduldig.

## Achtergronden
- Het sprookje komt uit Beieren.
- De legende was in heel Europa bekend en werd al in de Middeleeuwen opgeschreven.
- Overmatige smart stoort de doden, dit komt ook voor bij Plato, Cicero, de Edda, het Helgelied en de Deense sage van ridder Age en jonkvrouw Else.
- In sommige varianten verzamelt het gestorven kind de tranen van de moeder in een kruikje.
- Het sprookje is verwant met De gestolen duit (KHM154).
- Vergelijk ook Het eigenzinnige kind (KHM117).
- Er zijn veel verhalen over mensen die na de dood geen rust kunnen vinden, zie bijvoorbeeld De gierige dame.
- In 1933 schreef Godfried Bomans een vrije vertaling; in 1996 gepubliceerd in deel II van zijn 'Werken', pagina 21.